# Misr Universität für Wissenschaft und Technologie
Die Misr Universität für Wissenschaft und Technologie (MUST) ist eine Universität in der ägyptischen Stadt Madinat as-Sadis min Uktubar.
Präsident ist Mohamed El-Azzazi Khaled Altoukhy ist  Chancellor, Chairman of the Board of Trustees.

## Geschichte
MUST wurde auf der Basis der Präsidial-Verordnung Nr. 245/1996 im Jahr 1996 als private Universität gegründet.

## Fakultäten
- Medizin
- Zahnmedizin und Mundchirurgie
- Pharmazie
- Physiotherapie
- Ingenieurwissenschaften
- Betriebswirtschaftslehre und Management
- Medienwissenschaften und Kommunikationstechnologie
- Fremdsprachen und Übersetzungsdienste
- Informationstechnologie
- Biotechnologie
- Angewandte Medizin Forschung
- Archäologie und Tourismus

Alle Programme der MUST sind von der ägyptischen Universitätsvereinigung anerkannt und sind nach ISO 9001:2008 zertifiziert. Es werden Bachelor-, Master- und Ph.D.-Grade vergeben.

## Mitgliedschaften
- MUST ist aktives Mitglied der Vereinigung Arabischer Universitäten, der
- Internationale Vereinigung der Universitätspräsidenten und der
- Vereinigung der Afrikanischen Universitäten.

## Kooperationen
Kooperationen bestehen mit:
- Universität Hamburg
- Universität Stuttgart
- Universität Bukarest
- Sigmund Freud Privatuniversität

- University of BRIDGEPORT (UB), (2002)
- Universität Poltawa, Poltawa Ukraine
- Virginia State Universität (VSU) Virginia, USA, (2005)
- Institute of Industrial Technology, Kingdom of Saudi Arabia, (2006)
- Texas International Education Consortium, U.S.A, (2006)
- TUN Hussein Onn University, Malaysia, (2007)